# Sabotage (film)
Sabotage är en amerikansk actionthrillerfilm från 2014, med Arnold Schwarzenegger i huvudrollen. Filmen spelades in under hösten 2012 och hade premiär i april 2014.

## Handling
En grupp DEA-poliser blir mördade en efter en efter att de rånat ett hus tillhörande en knarkkartell.

## Rollista (i urval)
- Arnold Schwarzenegger – John “Breacher” Wharton
- Sam Worthington – Monster
- Mireille Enos – Lizzy
- Joe Manganiello – Grinder
- Terrence Howard – Sugar
- Josh Holloway – Neck
- Olivia Williams – Caroline Brentwood
- Max Martini – Pyro
- Gary Grubbs – Lou Cantrell